# Liste der Kulturdenkmale in Stuttgart-Mitte

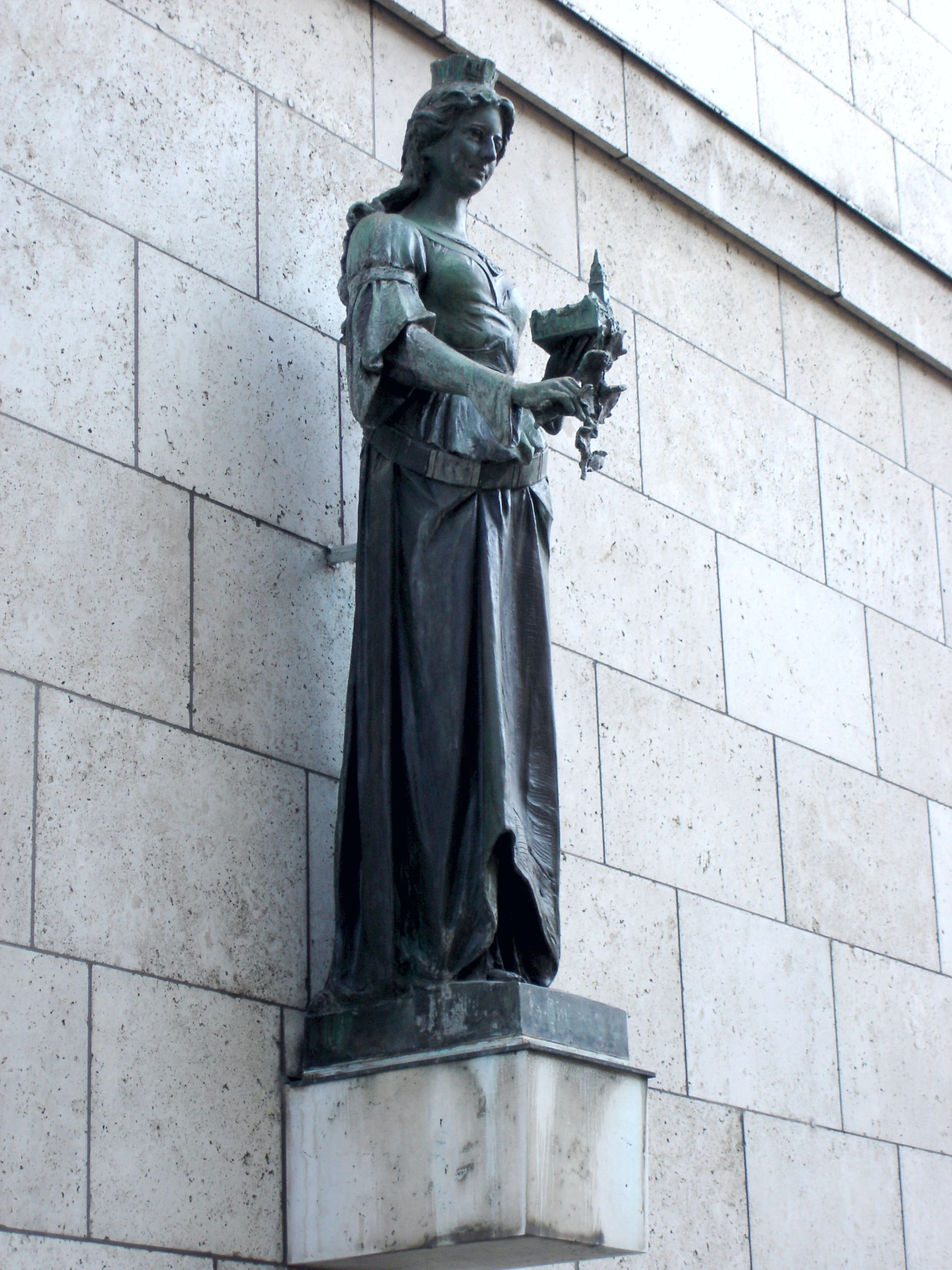
Stuttgardia

In der Liste der Kulturdenkmale in Stuttgart-Mitte sind alle unbeweglichen Bau- und Kunstdenkmale in Stuttgart-Mitte aufgelistet, die in der Liste der Kulturdenkmale. Unbewegliche Bau- und Kunstdenkmale der Unteren Denkmalschutzbehörde für diesen Stadtbezirk Stuttgarts verzeichnet sind. Stand dieser Liste ist der 25. April 2008.  Die Liste wurde seitdem reduziert, so dass sich hier auch Objekte finden, die möglicherweise aktuell nicht mehr unter Denkmalschutz stehen.
Diese Liste ist nicht rechtsverbindlich. Eine rechtsverbindliche Auskunft ist lediglich auf Anfrage bei der Unteren Denkmalschutzbehörde der Stadt Stuttgart erhältlich.
Die Kulturdenkmale des Stadtbezirks sind auf folgende Stadtteillisten aufgeteilt:
- Liste der Kulturdenkmale im Stadtteil Oberer Schlossgarten
- Liste der Kulturdenkmale im Stadtteil Rathaus
- Liste der Kulturdenkmale im Stadtteil Neue Vorstadt
- Liste der Kulturdenkmale im Stadtteil Universität
- Liste der Kulturdenkmale im Europaviertel
- Liste der Kulturdenkmale im Stadtteil Hauptbahnhof
- Liste der Kulturdenkmale im Kernerviertel
- Liste der Kulturdenkmale im Stadtteil Diemershalde
- Liste der Kulturdenkmale im Stadtteil Dobel
- Liste der Kulturdenkmale im Heusteigviertel